# Apeira retyezatica
Apeira retyezatica är en fjärilsart som beskrevs av Dioszeghy 1930. Apeira retyezatica ingår i släktet Apeira och familjen mätare. Inga underarter finns listade i Catalogue of Life.